# Park Soutine (Tel Awiw)
Park Soutine (hebr. גן סוטין) – park miejski położony w osiedlu Ha-Cafon ha-Chadasz, we wschodniej części Tel Awiwu, w Izraelu.

## Położenie
Park znajduje się pomiędzy ulicami Soutine i Neharde'a, w osiedlu Tzafon Chadasz, we wschodniej części miasta.

## Środowisko naturalne
Teren parku został zaprojektowany przez architekta krajobrazu Moria Sekely. Założył on, że obie ulice zostaną połączone chodnikami, które stworzą przestrzeń do rekreacji i uprawiania sportów. Aby stworzyć wrażenie przebywania w lesie, drzewa rozproszono w bardzo umiejętny sposób, tak że zasłaniają otoczenie i ukrywają wnętrze parku dla osób idących ulicą.
We wnętrzu parku zasadzono niską roślinność i różnorodne kwiaty. W obszarze tym umieszczono także niewielkie oczko wodne z roślinnością wodną.
Krytyk architektury Esther Zandberg nazwał park Soutine "najpiękniejszym ogrodem w Tel Awiwie".